# Bryan Segura
Bryan Andrés Segura Cruz (Pérez Zeledón, San José, Costa Rica, 14 de enero de 1997) es un futbolista costarricense que juega de portero en el Municipal Pérez Zeledón de la Primera División de Costa Rica.

## Trayectoria

### Pérez Zeledón
Nació en Pérez Zeledón, San José. Segura comenzó a jugar fútbol a la edad de 11 años en el equipo del mismo nombre del cantón, usualmente como guardameta. Debido a la expulsión de Luis Diego Sequeira y la lesión de Jorge Poltronieri, ambos porteros del club principal, el entrenador Luis Fernando Fallas se vio obligado a utilizar un jugador de esa posición, el cual fue Bryan quien ya tenía cinco meses de haber iniciado los entrenamientos con el grupo absoluto.
Debutó profesionalmente, a los dieciséis años con diez meses, el 17 de noviembre de 2013, en el partido correspondiente a la penúltima jornada de la fase de clasificación del Campeonato de Invierno, en la visita al Estadio "Fello" Meza contra el Cartaginés. En ese compromiso completó la totalidad de los minutos y encajó un doblete de Erick Scott en la derrota ajustada de su club con cifras de 2-1. Luego fue suplente en los cotejos restantes y no tuvo acción.
Regresó al equipo de las fuerzas básicas durante una temporada, con llamados ocasionales al conjunto mayor. Su ascenso definitivo lo recibió a partir del Campeonato de Invierno 2015, debutando el 11 de octubre como titular en la igualdad a un tanto ante Carmelita. En este torneo tuvo un total de seis apariciones y acumuló 540 minutos disputados. A pesar de haber tenido participación, este certamen fue irregular para su club, siendo dirigido inicialmente por el colombiano José Eugenio Jiménez. A causa del bajo rendimiento en siete fechas, la dirigencia nombró a Freddy Fernández de manera interina y a partir de la jornada 11 el puesto fue asumido por el brasileño Flavio Da Silva. Las trece derrotas que sufrió el conjunto generaleño ubicaron a su equipo en el último puesto con 15 puntos, y por lo tanto en zona de descenso al término de la primera mitad de la temporada.
Con la llegada del entrenador Mauricio Wright, su club salió rápidamente de la última casilla mediante cuatro victorias y un empate, en tan solo cinco jornadas del Campeonato de Verano 2016. Por otro lado, Segura se quedó sin actuar en la competición.
Bryan se ganó un lugar en la titularidad después de la incorporación del estratega argentino José Giacone, desde la segunda ronda del Campeonato de Invierno 2016 y por encima del guardameta panameño Alex Rodríguez, quien había asumido la posición inicial. Tuvo una regularidad de ocho encuentros disputados hasta el fin del torneo el 12 de noviembre.
Posteriormente, su espacio en el once estelar fue cedido al portero Minor Álvarez para el Campeonato de Verano 2017. Segura solamente fue partícipe de un partido realizado el 25 de marzo, en la victoria de 2-1 sobre Carmelita en el Estadio Municipal. Su equipo ocupó la quinta posición de la tabla, igualado en puntos con el cuarto puesto del Santos de Guápiles, pero el criterio de gol diferencia favoreció a los santistas los cuales avanzaron a la cuadrangular final.

### C. S. Herediano
El 28 de diciembre de 2019, se hizo oficial su fichaje en el Herediano.

## Selección costarricense

### Categorías inferiores
El cancerbero fue llamado por el entrenador Marcelo Herrera para la incorporación a los entrenamientos con la Selección Sub-20 de Costa Rica. Su combinado posteriormente viajó a Valencia, España, para la edición XXXIII del Torneo Internacional COTIF. Bryan Segura debutó como relevo por Luis Diego Rivas, en el partido de inauguración de la competencia, el 24 de julio de 2016 contra el conjunto de México. Las dos escuadras de la misma confederación mostraron conservadurismo en su juego, lo que influyó en el marcador para que terminara empatado sin anotaciones. Tres días después, su país tenía como rival a Marruecos. Sin embargo, por incomparecencia de los marroquíes, estos debieron retirarse del evento deportivo y el reglamento favoreció a los costarricenses en otorgarles la victoria de 3-0. Como reposición del juego, la Tricolor tuvo como adversario al colegio Salesiano Don Bosco de Valencia en un enfrentamiento de carácter amistoso. El portero apareció como titular y sus compañeros Luis Hernández y Gerson Torres anotaron los goles del triunfo 2-0. En el tercer encuentro realizado el 30 de julio, su selección hizo frente a Argentina. Bryan completó la totalidad de los minutos y el resultado finalizó en pérdida de 1-0. El último cotejo se disputó el 1 de agosto contra Catar, donde los desaciertos en los pases de los dos países repercutieron en el buen accionar del partido. A diferencia de lo ocurrido al inicio del torneo, Segura en esta ocasión debió esperar desde el banquillo. Una nueva pérdida de 2-0 dejó a los costarricenses fuera de la zona de semifinales, tras obtener la ubicación en el cuarto puesto del grupo B con 4 puntos. Una vez terminada la competencia, los seleccionados viajaron a Madrid y entrenaron en el Complejo Deportivo Valdebebas, campo de concentración del equipo Real Madrid. Fueron recibidos por el guardameta Keylor Navas y tuvieron dos amistosos ante el Deni FC de Alicante y Venezuela, juegos que concluyeron con victoria de 2-1 y derrota de 1-0, respectivamente.
El 11 de agosto de 2016, el futbolista fue tomado en consideración en el fogueo internacional contra el combinado de Japón, como parte de la gira en el continente asiático. El resultado fue de 1-0 a favor de los costarricenses, con gol de su compañero Brayan Rojas al minuto 14'. Por otra parte, Segura participó como titular. Un día después se desarrolló el segundo partido, ante Eslovaquia en el Shizuoka Ashitaka Athletic Stadium, de territorio japonés. En esta oportunidad el jugador quedó en la suplencia y su conjunto perdió con cifras de 2-0. El portero volvió a cederle su lugar a Luis Diego Rivas en la alineación principal, en el último cotejo desarrollado el 14 de agosto en el Estadio Ecopa frente a la escuadra de Japón, con la particularidad de su rival al poseer seleccionados de la ciudad de Shizuoka. No obstante, su país registró una nueva derrota, con marcador de 1-0.
El 19 de diciembre de 2016, Segura entró en la convocatoria para el amistoso ante Estados Unidos, de local en el Complejo Deportivo Fedefútbol-Plycem. En el partido disputó 71 minutos en la igualada sin anotaciones.
La primera convocatoria del año del combinado Sub-20 de su nación tuvo lugar el 30 de enero de 2017, en la cual se dio a conocer la nómina de 30 jugadores de cara a los encuentros amistosos en territorio hondureño. En el selecto grupo apareció el llamado de Bryan Segura. El primer encuentro se realizó el día siguiente en el Estadio Carlos Miranda de Comayagua, donde su país enfrentó al conjunto de Honduras. En esa oportunidad, el cancerbero aguardó desde la suplencia y el resultado acabó en derrota de 3-2. El 3 de febrero fue el segundo compromiso, de nuevo contra los catrachos en el mismo escenario deportivo. A diferencia del juego anterior, Segura apareció en el once estelar y el marcador definió la pérdida de 2-0.

#### Mundial Sub-20 de 2017
Durante la conferencia de prensa dada por el entrenador Marcelo Herrera, el 28 de abril, se hizo oficial el anuncio de los 21 futbolistas que tuvieron participación en la Copa Mundial Sub-20 de 2017 con sede en Corea del Sur. En la lista apareció el guardameta Bryan Segura, siendo este su primer torneo del mundo que disputaría con el combinado costarricense.
Previo al certamen, su nación realizó encuentros amistosos en territorio surcoreano. El primero de ellos se efectuó el 9 de mayo contra Arabia Saudita en el Estadio Uijeongbu, donde Segura esperó desde la suplencia. Los goles de sus compañeros Jonathan Martínez y Jimmy Marín fueron fundamentales en la victoria con cifras de 2-0. En el mismo escenario deportivo tuvo lugar el segundo cotejo, dos días después, de nuevo frente a los sauditas. En esta oportunidad, el cancerbero entró de relevo por Mario Sequeira y su conjunto volvió a ganar, de manera ajustada 1-0 con anotación de Jostin Daly. El último fogueo fue el 15 de mayo ante Sudáfrica en el Eden Complex. El guardameta regresó al banquillo en la derrota de 1-2.
El compromiso que dio inicio con la competición para su país fue ejecutado el 21 de mayo en el Estadio Mundialista de Jeju, donde tuvo como contrincante a Irán. El guardameta esperó desde el banquillo en la derrota inesperada de 1-0. En el mismo recinto deportivo se disputó el segundo juego contra Portugal, esto tres días después. Aunque su escuadra empezó con un marcador adverso, su compañero Jimmy Marín logró igualar las cifras, mediante un penal, para el empate definitivo a un tanto. La primera victoria para su grupo fue el 27 de mayo ante Zambia en el Estadio de Cheonan, de manera ajustada con resultado de 1-0 cuyo anotador fue Jostin Daly. El rendimiento mostrado por los costarricenses les permitió avanzar a la siguiente fase como mejor tercero del grupo C con cuatro puntos. El 31 de mayo fue el partido de los octavos de final frente a Inglaterra, en el Estadio Mundialista de Jeonju. Para este cotejo, su nación se vería superada con cifras de 2-1, insuficientes para trascender a la otra instancia. Por otra parte, el portero no contabilizó minutos al ser suplente de Adonis Pineda.
| Mundial                     | Sede          | Resultado        |
| --------------------------- | ------------- | ---------------- |
| Copa Mundial Sub-20 de 2017 | Corea del Sur | Octavos de final |

El 15 de julio de 2019, Segura fue convocado por Douglas Sequeira en la selección Sub-23 para jugar la eliminatoria al Preolímpico de Concacaf. Dos días después fue su debut frente a Guatemala en el Estadio Doroteo Guamuch Flores, donde el futbolista apareció como titular con la dorsal «1» y el resultado se consumió en victoria por 0-3. A pesar de la derrota dada el 21 de julio por 0-2 en la vuelta en el Estadio Morera Soto, su combinado logró clasificarse al torneo continental.

### Selección absoluta
El 22 de mayo de 2019, el futbolista recibió su primera convocatoria a la Selección de Costa Rica, dirigida por el entrenador Gustavo Matosas, para enfrentar un amistoso. El 5 de junio fue suplente en el duelo contra Perú (1-0) en el Estadio Monumental. Poco después se confirmó que Segura entró en la nómina oficial para disputar la Copa de Oro de la Concacaf.

#### Copa de Oro 2019
En la competición, el arquero se mantuvo en la suplencia en los tres duelos de la fase de grupos contra Nicaragua (victoria 4-0), Bermudas (triunfo 2-1) y Haití (derrota 2-1). Tampoco vio acción en el duelo de cuartos de final frente a México, donde su país cayó en penales.
| Copa             | Sede                                  | Resultado        |
| ---------------- | ------------------------------------- | ---------------- |
| Copa de Oro 2019 | Estados Unidos · Costa Rica · Jamaica | Cuartos de final |

## Clubes
| Club            | País       | Año               |
| --------------- | ---------- | ----------------- |
| Pérez Zeledón   | Costa Rica | 2013 - 2019       |
| C. S. Herediano | Costa Rica | 2020 - 2023       |
| Pérez Zeledón   | Costa Rica | 2024 - Actualidad |

## Palmarés

### Títulos nacionales
| Título                         | Club          | País       | Año  |
| ------------------------------ | ------------- | ---------- | ---- |
| Primera División de Costa Rica | Pérez Zeledón | Costa Rica | 2017 |
| Supercopa de Costa Rica        | C.S Herediano | Costa Rica | 2020 |
| Primera División de Costa Rica | C.S Herediano | Costa Rica | 2021 |
| Supercopa de Costa Rica        | C.S Herediano | Costa Rica | 2022 |

### Distinciones individuales
| Distinción                                         | Año  |
| -------------------------------------------------- | ---- |
| Mejor portero de la Primera División de Costa Rica | 2018 |
| Mejor portero de la Primera División de Costa Rica | 2019 |